# عملة 1 كرون (1934)
عملة 1 كرون (1934) أو عملة الكرونة الواحدة هي عملة طُرحت للتداول من 1 أغسطس 1934 إلى 25 مارس 1941 خلال فترة استقلال إستونيا الأولى. لا يُعرف العدد الدقيق للعملات التي سُكّت نظرًا لتدمير جزء من الأرشيف خلال الحرب ولكن تشير بعض البيانات إلى أنه سُك حوالي 3,406,066 قطعة. خلال السنة المالية 1935/1936 سُك 1,586,000 عملة كرونة إضافية. صممها الفنان الجرافيكي غونتر رايندورف وهي تُصوّر سفينة شحن فايكنغ من القرن الثالث عشر.

## الإصلاح النقدي
مع الإصلاح النقدي الإستوني في يناير 1928 عُدِّل القانون إذ أجرى البرلمان (الريجيكوغو) تعديلاً عليه نصّ على إمكانية سكّ عملات من فئتي كرونة واحدة وكرونتين من معادن أخرى وليس فقط من الفضة كما كان الحال. ونظرًا لارتفاع سعر العملات الفضية المستخدمة سابقًا تقرر إلغاء هذا الشرط. ودخل هذا التعديل حيز التنفيذ في 24 مارس 1934.
كما نشرت صحيفة رييجي تيتاجا أعلنت إدارة الاقتصاد بوزارة المالية في جمهورية إستونيا أن قانون تعديل النقود (أر تي 30 لعام 1933) الفقرتان 4 و5 سمح لإدارة الاقتصاد بوزارة المالية بطرح عملة الكرونة الواحدة في التداول اعتبارًا من 1 أغسطس 1934. وظل الشكل والأبعاد والصلابة وتركيبة المعدن المعدلة ضمن معنى القانون كما هي وفقًا للقانون ولكن لم يقوموا بالموافقة عليها من قبل الحكومة بعد.
في 25 نوفمبر/تشرين الثاني 1940 أدى احتلال السلطات السوفيتية لدول البلطيق إلى طرح الروبل في التداول وفي 25 مارس/آذار 1941 أي قبل ثلاثة أشهر من اندلاع الحرب مع الرايخ الثالث سُحب التاج الإستوني من التداول. وخلال الاحتلال الألماني (1941-1944) والسوفييتي (1944-1991) لإستونيا ظلت العملات الأجنبية التي أدخلها المحتلون متداولة.

## التصميم
كما هو الحال بالنسبة للمارك الإستوني أعلن بنك إستونيا عن مسابقة لتصميم أوراق نقدية وعملات معدنية جديدة ستُعقد في 4 يونيو 1926. وقد حضر المسابقة العديد من الفنانين المعروفين في تلك الفترة مثل إدوارد فيرالت وبيت آرين ورومان نيمان ونيكولاي تريك. وكان الفائز هو الفنان الجرافيكي غونتر رايندورف الذي صمم بالفعل العملات المعدنية للمارك الإستوني.
صُكّت هذه العملة من البرونز والألومنيوم ولونها ذهبي ووزنها 6 غرامات (بخطأ مسموح به ± 1%) وقطرها 2.525 بوصة (± 0.5%) وقيمتها تعادل 0.4032 غرامًا من الذهب وحافتها ملساء. يحمل وجه العملة في المنتصف ختمًا كبيرًا للدولة شعار النبالة لإستونيا يعلوه نصٌّ مقوس الشكل "إستي فاباريك" وسنة الإصدار "1934" عند الحافة السفلية. يصور الوجه الآخر سفينة الفايكنج كنار (كنور) في البحر وتحتها نقش كرونة واحدة.
سُكّت عملات معدنية بنفس التصميم عام ١٩٩٠ لكنها ليست عملة قانونية إذ أُنتجت كتذكارات. هناك نسخة أقل أصالة يبلغ قطرها ١٦ بوصة فقط. مم وعلى الوجه الأمامي نقش "إستي" بدلاً من "إستي فاباريك". هذه العملات مصنوعة من الذهب والفضة. هناك نسخة أخرى أُعيد إصدارها من العملة بحجمها الأصلي تقريبًا لكن جودة أجزائها أسوأ بكثير.
في عام 2012 صويت على عملة الكرونة الواحدة الصادرة عام 1934 باعتبارها "أجمل عملة تتدولت على الإطلاق في إستونيا".